# Мацуев, Николай Иванович
Никола́й Ива́нович Мацу́ев (4 [16] февраля 1894, Блистова, Черниговская губерния, Российская империя — 24 августа 1975, Москва, СССР) — советский библиотековед и библиограф. Автор многотомного указателя русской и переводной литературы XX века (1917—1965).

## Биография
Родился в 1894 году в селе Блистова Черниговской губернии. Окончив черниговскую гимназию, поступил на историко-филологический факультет Киевского университета, впоследствии перевёлся на историко-филологический факультет Императорского петербургского университета. Учился у лингвиста А. А. Шахматова, занимался в семинаре С. А. Венгерова. Мацуева-студента интересовало изучение античности, французской и итальянской литературы Средних веков и Возрождения. Окончил университет в 1917 году. В 1918 году вернулся на Украину.
С 1922 года жил в Москве. Занимался библиотечным и библиографическим трудом. Около пяти десятилетий посвятил работе по составлению многотомного библиографического указателя художественной литературы и литературной жизни в СССР 1917—1965 годов.
Участвовал в Великой Отечественной войне, в 47 лет уйдя на фронт добровольцем.
Член Союза писателей СССР. По данным Фундаментальной электронной библиотеки, был «едва ли не единственным библиографом, принятым в ряды Союза писателей СССР».
Умер в Москве в 1975 году. Похоронен на Ваганьковском кладбище (21 уч.).

## Научная работа
В начале 1920-х годов Н. И. Мацуев участвовал в коллективной работе по подготовке одного из первых советских указателей художественной литературы «Художественная литература русская и переводная. 1917—1925. Указатель статей и рецензий», вышедшего в 1926 году и положившего начало собственному многолетнему труду над библиографической летописью российской литературной жизни послереволюционного периода.
В 1930-х годах при участии и под редакцией Н. И. Мацуева в издании Всесоюзной библиотеки им. В. И. Ленина вышел библиографический указатель «М. Ю. Лермонтов. 1814—1939» (М., 1939).
Главный труд Н. И. Мацуева — многотомная библиография художественной литературы и литературной жизни в 1917—1965 годах. Издание выходило с 1926 по 1972 год под разными названиями («Художественная литература русская и переводная», «Художественная литература и критика русская и переводная», «Советская художественная литература и критика») и составило в общей сложности 15 томов (отдельные тома — в двух выпусках). Библиография включала перечни новых изданий, рецензий на них и критических статей о творчестве их авторов.
Согласно авторскому замыслу, издание должно было представлять регистрационную библиографию, охватывающую «все книги — от собрания сочинений известного автора, вышедшего в центральном издательстве, и до небольшой тетрадки стихов начинающего поэта, появившейся на далёкой окраине нашей необъятной родины».
Но осуществление такого издания без купюр в подцензурные годы было невозможным. Первые выпуски, куда вошли описания многих впоследствии запрещённых в СССР книг, были запрещены цензурой и изъяты из библиотек. Запрет распространялся и на упоминание имён опальных авторов в позднейших выпусках, в том числе в указателях — это рассматривалось Главлитом как рекомендация и пропаганда.
Историк книги и цензуры А. В. Блюм в работе «Запрещённые книги русских писателей и литературоведов» приводит запретительный отзыв цензоров на выпуск 1940 года:

В книге перечисляются, а тем самым рекомендуются произведения врагов народа: Аросева, Воронского, Белых, Кольцова, Колбасьева С. и др. Эти же фамилии упоминаются в конце книги.
Современники свидетельствуют о сопротивлении Мацуева цензурным запретам. По воспоминаниям литератора А. Р. Палея, когда издательство не включило в справочник указатель, Мацуев, понимая, что отсутствие этой части справочного аппарата затруднит работу читателя с книгой, самостоятельно изготовил несколько машинописных копий указателя к выпуску 1960—1961 годов и разослал по главным библиотекам страны:

Это должно было немало помочь посетителям библиотек в работе над справочником… Только одна Публичная библиотека им. М. Е. Салтыкова-Щедрина ответила благодарственным письмом.
Н. И. Мацуев выступал также как автор многочисленных статей и рецензий по вопросам библиографии, книжного и библиотечного дела, библиографических обзоров, работ, посвящённых личным библиотекам писателей. Был составителем многочисленных библиографических справок, рецензентом словарей русского языка и языка писателей.
Сотрудничал в журналах «Книжные новости», «Литературный критик», «Знамя», «Новый мир», «В мире книг» и других.

## Оценки
Он [Н. И. Мацуев] был Библиограф, Библиограф с большой буквы! Это и Мацуева имел в виду академик Лихачёв, когда писал: «Библиография — удивительная область деятельности: она воспитывает абсолютную точность, эрудицию и основательность во всех смыслах. Без неё не могут развиваться не только литературоведение, искусствоведение, языковедение, история, но и любая другая наука. Это почва, на которой вырастает современная культура». <…> Без библиографических указателей современной литературы нельзя ни понять, ни изучать её. …Труды Николая Мацуева с каждым годом будут становиться всё ценнее и дороже.
Энциклопедия «Книга» указывает, что в процессе создания основных трудов Н. И. Мацуева «сформировался тип отраслевого учётно-регистрационного библиографического пособия», а сами эти труды являются «своего рода библиографической летописью отечественной художественной литературы и литературной жизни за 1917—[19]65».
«Гигантский, фактически единоличный труд Мацуева по составлению библиографической летописи литературной жизни России с 1917 по 1965» отмечен составителями Фундаментальной электронной библиотеки «Русская литература и фольклор».
Определяя работы Н. И. Мацуева как «важные библиографические пособия по истории советской литературы» электронная библиотека «Научное наследие России» указывает, что они «отличаются большой полнотой».

## Наследие
После смерти Н. И. Мацуева осталось большое количество не оконченных им работ. В 1981 году посмертно издан его незавершённый труд «Русские советские писатели. Материалы для биографического словаря. 1917—1967», содержащий биографические и библиографические сведения о свыше 4000 писателей.
Архив Н. И. Мацуева хранится в РГАЛИ, часть бумаг — в Архиве Российской академии наук.

## Основные труды
- Мацуев Н. И., Беловская М. Р., Пруссак И. И. Художественная литература русская и переводная. 1917—1925 гг. : Указатель статей и рецензий. — М. ; Одесса : Изд-во книжно-библиотечных работников, 1926. — 171 с. — 3000 экз.
- Мацуев Н. И. Художественная литература и критика русская и переводная. 1926—1928 гг. : Библиографический указатель. Статьи и рецензии о книгах, теория и история литературы, критика, иконография писателей / предисл. Н. К. Пиксанова. — М. : Книжно-библиотечные работники, 1929. — 297 с. — 1500 экз.
- Мацуев Н. И. Три года советской литературы : Библиографический указатель за 1931—1933 гг. — М. : Сов. литература, 1934. — 115 с.
- Мацуев Н. И. Художественная литература русская и переводная. 1928—1932 гг. : Указатель статей, рецензий и аннотаций. — М. : Гослитиздат, 1936. — 339 с. — 3000 экз.
- Мацуев Н. И. Художественная литература, русская и переводная, в оценке критики. 1933—1937 гг. : Библиографический указатель. — М. : Гослитиздат, 1940. — 340 с. — 2400 экз.
- Мацуев Н. И. Художественная литература русская и переводная. 1938—1953 гг. : Библиография. — М. : Гослитиздат, 1956. — Т. 1 : (1938—1945). — 548 с. ; 1959. — Т. 2 : (1946—1953). — 367 c.
- Мацуев Н. И. Советская художественная литература и критика. 1938—1948 : Библиография. — М. : Сов. писатель, 1952. — 431 с.
  - [То же]. 1949—1951. — М., 1953. — 275 с.
  - [То же]. 1952—1953. — М., 1954. — 299 с.
  - [То же]. 1954—1955. — М., 1957. — 415 с.
  - [То же]. 1956—1957. — М., 1959. — 548 с.
  - [То же]. 1958—1959. — М., 1962. — 673 с.
  - [То же]. 1960—1961. — М., 1964. — 569 с.
  - [То же]. 1962—1963. — М., 1970. — 624 с.
  - [То же]. 1964—1965. — М., 1972. — 647 с.
- Мацуев Н. И. Русские советские писатели : материалы для биографического словаря, 1917—1967 / вступ. ст. В. В. Гура. — М. : Сов. писатель, 1981. — 254 с. — 10 000 экз.

## Комментарии
1. ↑  Письма к литературоведу П. Н. Беркову (Архив РАН (Санкт-петербургский филиал). Ф. 1047. Оп. 003. Д. 418. Мацуев Николай Иванович, литературовед, библиограф).